# 富樫和大
富樫 和大（とがし かずひろ、1980年10月25日 - ）は、新潟県出身の元プロ野球選手（投手）。

## 来歴

### プロ入り前
新発田農業高校では加藤健とバッテリーを組んでおり、3年生の時に第70回選抜高等学校野球大会に出場し、豊田西高校に0－5で敗れ初戦敗退。第80回全国高等学校野球選手権大会にも出場し、初戦に浜田高校と対戦し、和田毅と投げあったが2－5で敗れ、春に続いて初戦敗退となった。
卒業後は川崎製鉄千葉に進み、2年目には都市対抗野球で先発する。2001年プロ野球ドラフト会議で日本ハムファイターズに6巡目指名を受け入団した。

### プロ入り後
故障に苦しみ、1年目は二軍でも登板はなかった。
その後も一軍に上がることができず、2004年に戦力外通告を受けた。

## 詳細情報

### 年度別投手成績
- 一軍公式戦出場なし

### 背番号
- 48 （2002年 - 2004年）